# Серен (река)
Серен, Серн — река в России, протекает в Карагайском районе Пермского края. Устье реки находится в 46 км по правому берегу реки Обва. Длина реки составляет 11 км. 
Исток реки на Верхнекамской возвышенности северо-восточнее села Богоявленск. Исток реки находится на водоразделе бассейнов Обвы и Сюзьвы. Течёт на северо-запад по безлесой местности, протекает деревни Ларино, Семкино, Коурово. Впадает в Обву выше деревни Паздники.

## Данные водного реестра
По данным государственного водного реестра России относится к Камскому бассейновому округу, водохозяйственный участок реки — Кама от города Березники до Камского гидроузла, без реки Косьва (от истока до Широковского гидроузла), Чусовая и Сылва, речной подбассейн реки — бассейны притоков Камы до впадения Белой. Речной бассейн реки — Кама.
По данным геоинформационной системы водохозяйственного районирования территории РФ, подготовленной Федеральным агентством водных ресурсов:
- Код водного объекта в государственном водном реестре — 10010100912111100009677
- Код по гидрологической изученности (ГИ) — 111100967
- Код бассейна — 10.01.01.009
- Номер тома по ГИ — 11
- Выпуск по ГИ — 1